# Vinicio Villani
Vinicio Villani (Lussinpiccolo, Itália (atualmente Mali Lošinj, Croácia), 1935) foi um matemático italiano, que trabalhou com biomatemática, geometria, topologia e didática da matemática.
Villani estudou matemática a partir de 1953 na Escola Normal Superior de Pisa, obtendo a laurea na Universidade de Pisa em 1957. A partir de 1966 obteve a cátedra de geometria da Universidade de Gênova e Universidade de Pisa. Mais tarde mudou para a cátedra de didática da matemática. Lecionou bioestatística na Faculdade de Medicina. Atualmente é professor na Scuola di Specializzazione per Insegnanti Secondari della Toscana em Pisa.
De 1982 a 1988 foi presidente da Unione Matematica Italiana. De 1974 a 1979 foi presidente da Comissão Internacional de Instrução Matemática.

## Obras
- com Graziano Gentili: Matematica, Comprendere e interpretare fenomeni delle scienze della vita, 5. Auflage, McGraw Hill 2012
- Editor com Carmelo Mammana: Perspectives on the Teaching of Geometry for the 21st Century. An ICMI study, Kluwer 1998
- Editor: Differential Topology, CIME Summer Schools Neapel 1976, Springer 2011 (Reprint der Ausgabe von 1979)
- Editor:  Complex Geometry and Analysis : Proceedings of the International Symposium in honour of Edoardo Vesentini held in Pisa (Italy), May 23-27, 1988, Springer, Lecture Notes in Mathematics 1422, 1990
- com Claudio Bernardi, Sergio Zoccante, Roberto Porcaro: Non solo calcoli : Domande e risposte sui perché della matematica, Springer: Mailand 2012